# Nomati
Nomati var en kameral taxeringsenhet brukad i Dalarna, ungefär motsvarande övriga landsändars mantal, men på grund av landsändans annorlunda skattläggningsystem skiljde de sig åt i flera avseenden. Bland annat saknade nomati jordetal.